# Gregório de Corinto
Gregório de Corinto é o nome dado por historiadores atuais a um gramático bizantino, que viveu no final do século XII e no início do século XIII, e foi arcebispo de Corinto.
No Dictionary of Greek and Roman Biography and Mythology, editado por William Smith, seu nome é dado como Gregorius Pardus ou Georgius Pardus, com o nome Gregorius/Georgius Corinthus sendo usado em alguns manuscritos, enquanto outros incorretamente escrevem seu nome como Corithus ou Coruthus.
Ainda segundo este dicionário, ele foi arcebispo de Corinto, e escreveu alguns livros sobre gramática: o livro, não publicado, De Constructione Orationis, e o livro De Dialectis, cuja edição mais antiga que sobreviveu foi publicada em Milão, em 1493. Pelas referências destes livros, estima-se que ele tenha vivido no final do século XII, e que ele foi bispo de Corinto, trabalho do qual ele se orgulhava, e que o levou a trocar seu nome 'Pardus por Corinthus.